# Інтелектуальна власність у Франції
Законодавство Франції у сфері інтелектуальної власності – одне з найбільш розвинених у світі, де під інтелектуальною власністю розуміється сукупність закріплених законом прав на РІД в промисловій, науковій, літературній і художній областях.
Потреба в державну охорону інтелектуальної власності обумовлена наступними причинами: по-перше, необхідністю врегулювати баланс інтересів між правами творців на їхні твори, винаходи і т.п. правом суспільства на доступ до цих РІД; по-друге, держава заохочує творчість і прагне сприяти вільної та ефективної торгівлі РІД.
Творіння людського розуму, на відміну від матеріальних об'єктів, не можуть бути огороджені від використання третіми особами в силу того факту, що хтось володіє ними після того, як інтелектуальний продукт став надбанням суспільства, автор більше не в змозі здійснювати контроль над використанням РІД. Ця обставина є головним правовстановлюючим принципом законодавства у сфері інтелектуальної власності з охорони прав автора у Франції.
Стаття 1 французького патентного закону (1791) говорить: 
|  | "Будь-яке відкриття або новий винахід в будь-якому виді виробництва є власністю його автора; внаслідок чого закон повинен гарантувати йому всебічне і повне користування ним, відповідно до умов і на строки, які будуть встановлені. |

### Складові патентного законодавства у Франції
Патентне законодавство Франції до Кодексу законів про інтелектуальну власність складається з двох частин:
1) авторського права і суміжних прав;
2) промислової власності (винаходи, промислові зразки, товарні знаки та ін.).
Уряд Франції проводить державну технологічну політику, яка в значній мірі здійснюється через спеціальне агентство - Анвар. За своїм становищем Анвар - урядове (державне) агентство з промислово-комерційним статусом. Це означає, що агентство працює як незалежний концерн, але його місія визначається урядом Франції.
Основне завдання агентства - сприяння новаторства і технологічного прогресу у Франції.
У сфері діяльності агентства знаходиться використання державних наукових розробок на ліцензійній основі, а також допомогу приватним компаніям.

### Піклувальники агентства
1) Міністерство наукових досліджень;
2) Міністерство малих і середніх підприємств.
У раді директорів агентства третину складають представники різних міністерств, третина - наукові та промислові діячі, призначувані урядом Франції, і третина обирають працівники апарату.
Агентство очолює особа, яка є головою правління і керуючим директором. Ця особа призначається урядом за пропозицією правління. Агентство має в цілому 400 працівників, приблизно половина з них працює в 24 регіональних відділеннях.
Таким чином, можна констатувати, що французька система захисту прав на інтелектуальну власність спирається на добре організовану систему реалізації РІД.
Розглянути детально тему інтелектуальної власності у Франції можна в рамках вивчення дисципліни «Інтелектуальна власність» на кафедрі Інновацій та інноваційної діяльності в освіті НПУ ім. М.П. Драгоманова.